# Amanus (Maler)
Amanus war ein römischer Maler, der in der frühen Kaiserzeit tätig war.
Er ist nur bekannt von einer Grabinschrift, die in Rom in der Via Salaria gefunden wurde. Die Inschrift weist ihn als Sklaven des römischen Geschichtsschreibers Gaius Sallustius Crispus (Sallust) und als Maler aus. Sie lautet:
M[arco] Sullae M[arci] l[iberto]
Hilarioni
Amano
C[ai] Salusti Cr[ispi]
pictori